# 布雷维尔莱蒙
布雷维尔莱蒙（法語：Bréville-les-Monts，法語發音：[bʁevil le mɔ̃] ⓘ）是法国卡尔瓦多斯省的一个市镇，属于卡昂区。

## 地理
布雷维尔莱蒙（49°14'29"N, 0°13'31"W）面积4.75 平方千米，位于法国诺曼底大区卡爾瓦多斯省，该省份为法国西北部沿海省份，北濒大西洋英吉利海峡，东北与滨海塞纳省以海上边界相接，东临厄尔省，南至奧恩省，西与芒什省接壤。
与布雷维尔莱蒙接壤的市镇（或旧市镇、城区）包括：昂夫勒维尔、巴旺、埃斯科维尔、欧日地区戈讷维尔、埃鲁维莱特、梅维尔-弗朗斯维尔普拉日、朗维尔。

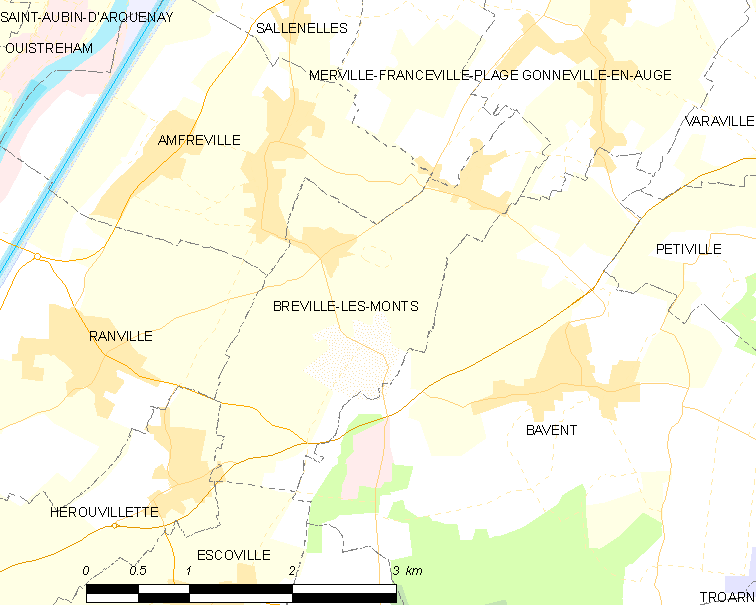
布雷维尔莱蒙的OSM定位图

布雷维尔莱蒙的时区为UTC+01:00、UTC+02:00（夏令时）。

## 行政
布雷维尔莱蒙的邮政编码为14860，INSEE市镇编码为14106。

## 政治
布雷维尔莱蒙所属的省级选区为卡堡县。

## 人口

1962-2008年间布雷维尔莱蒙人口变化图示

布雷维尔莱蒙于2022年1月1日时的人口数量为651人。